# Phuduhudu, Ngamiland
För en ort i södra Botswana, se Phuduhudu, Kgalagadi.
Phuduhudu är en ort (village) i distriktet North-West i norra Botswana. 